# Der Stolz von St. Louis
Der Stolz von St. Louis (Originaltitel: The Pride of St. Louis) ist ein US-amerikanischer Film von Harmon Jones aus dem Jahr 1952. Er erzählt die Geschichte des Baseballspielers Dizzy Dean nach. Guy Trosper wurde für diesen Film 1953 für den Oscar in der Kategorie Beste Originalgeschichte nominiert.

## Handlung
Der Film beginnt mit der Entdeckung Deans durch einen Talentscout der St. Louis Cardinals in einer Kleinstadt in den Ozarks. Dean lernt in St. Louis seine Ehefrau Pat kennen und auch sein Bruder Paul wird Spieler der Cardinals. Zusammen gewinnen sie 1934 die World Series für die Cardinals. Eine Verletzung wirft ihn in seiner Karriere zurück. Nach einem Verkauf nach Chicago endet die Karriere als Sportler schließlich an den Spätfolgen der Verletzung. Es folgt eine Zeit mit Alkohol- und Eheproblemen, bis Dean schließlich eine neue Karriere als Rundfunkmoderator beginnt.

## Hintergrund
Der Drehbuchautor Herman J. Mankiewicz hatte bereits das Drehbuch zu Der große Wurf (The Pride of the Yankees) über den Baseballspieler Lou Gehrig geschrieben.

## Kritik
Bei Rotten Tomatoes erreichte Der Stolz von St. Louis nur eine Zuschauerwertung von 40 Prozent.
Bosley Crowther von der New York Times bemerkte im Erscheinungsjahr, dass der Film für einen Baseball-Film insofern ungewöhnlich sei, als dass der Baseball nicht die Hauptrolle spiele. Die Hauptrolle sei Dizzy Dean. Nicht der Sportler Dean, sondern der Charakter, der Baseball zum Lebensunterhalt spielt und lebt, um Baseball zu spielen und über Baseball zu sprechen.
2016 beurteilte Gary Loggins den Film als sentimental und schmalzig, aber nicht auf eine schlechte Art. Er gebe einen realistischen Blick auf dieses Ballspiel und Baseballfans würden den Film lieben, auch wenn es kein Klassiker für sie sei. Er sei auch für Nichtbaseballfans sehenswert.

## Oscars
Das Drehbuch von Guy Trosper wurde bei den 25. Oscars in der Kategorie Beste Originalgeschichte nominiert, musste sich aber dem Drehbuch für Die größte Schau der Welt von Fredric M. Frank, Theodore St. John und Frank Cavett geschlagen geben.